# Razpršeni hotel
Razpršeni hotel je italijanski model nastanitev v različnih hišah in sobah, ki so na različnih lokacijah v manjšem kraju. Nastanitve imajo skupno recepcijo in druge ponudbe (na primer hrana, aktivnosti...).
Razpršeni hoteli se večinoma nahajajo v starih zgodovinskih mestih, na podeželju in v gorskih vasicah. Odgovarja na problem odseljevanja, staranja prebivalstva in propadanja podeželskih vasi ter omogoča njihovo ponovno oživitev. Ker se sobe nahajajo raztresene po celem kraju, so gostje v stalnem stiku z lokalno kulturo in življenjem. Tako razpršeni hotel pripomore k promoviranju lokalne kulture.

## Pravila za vzpostavitev hotela
Da je hotel priznan kot razpršeni hotel mora upoštevati določena pravila. Nastanitve se morajo nahajati v originalnih stavbah v kraju in morajo biti v lastništvu posameznikov. Hotel mora nuditi celotno postrežbo, ki pa je lahko razpršena v več stavbah. Da se prepreči gradnja mest namenjenih samo turistom, se mora hotel nahajati v že obstoječem mestu in skupnosti. Nove hotele uradno potrjuje organizacija po imenu Nacionalno združenje razpršenih hotelov (Associazione Nazionale Alberghi Diffusi), katere predsednik je Giancarlo Dall'Ara.

## Zgodovina
Ideja za razpršeni hotel, v italijanščini Albergo Diffuso, se je pojavila v začetku leta 1982. Profesor marketinga v turizmu Giancarlo Dall'Ara je dobil inspiracijo za hotel, ko je poskušal oživeti turizem v Karniji (Italija), ki jo je leta 1976 prizadel potres v Furlaniji. Prvotni namen je bil, da se obnovijo stare stavbe, ki niso privlačne za turiste.
“Ko pomislim na razpršen hotel, mislim na roman, ki pripoveduje zgodbo o kulturi. Gostje so začasni del te zgodbe, da lahko bolje razumejo različne načine življenja.” -G. Dall'Ara
 Razpršeni hoteli so se do leta 2020 pojavili ne samo v Italiji, temveč tudi v Sloveniji, Švici, na Hrvaškem in Japonskem.

## Pravilna poimenovanja
Koncept takšnega modela hotela je relativno nov, zato se pojavljajo problemi pri pravilnih prevodih iz prvotnega italijanskega izraza Albergo Diffuso. V slovenščini se je uveljavil prevod razpršeni hotel. V angleščini se pojavljajo različice kot so diffuse hotel, scattered hotel in widespread hotel. V hrvaščini je uradni izraz difuzni hotel.

## Razpršeni hotel v Sloveniji
15. decembra 2017 je bil v Slovenskih Konjicah odprt prvi razpršeni hotel v Sloveniji. Glavna lokacija se nahaja na obrobju mesta v obnovljenem delu dvorca Trebnik, kjer je recepcija, manjša restavracija in šest dvoposteljnih sob. Dodatnih pet sob se nahaja na Ranču Dravinja.